# Curaçaose tram

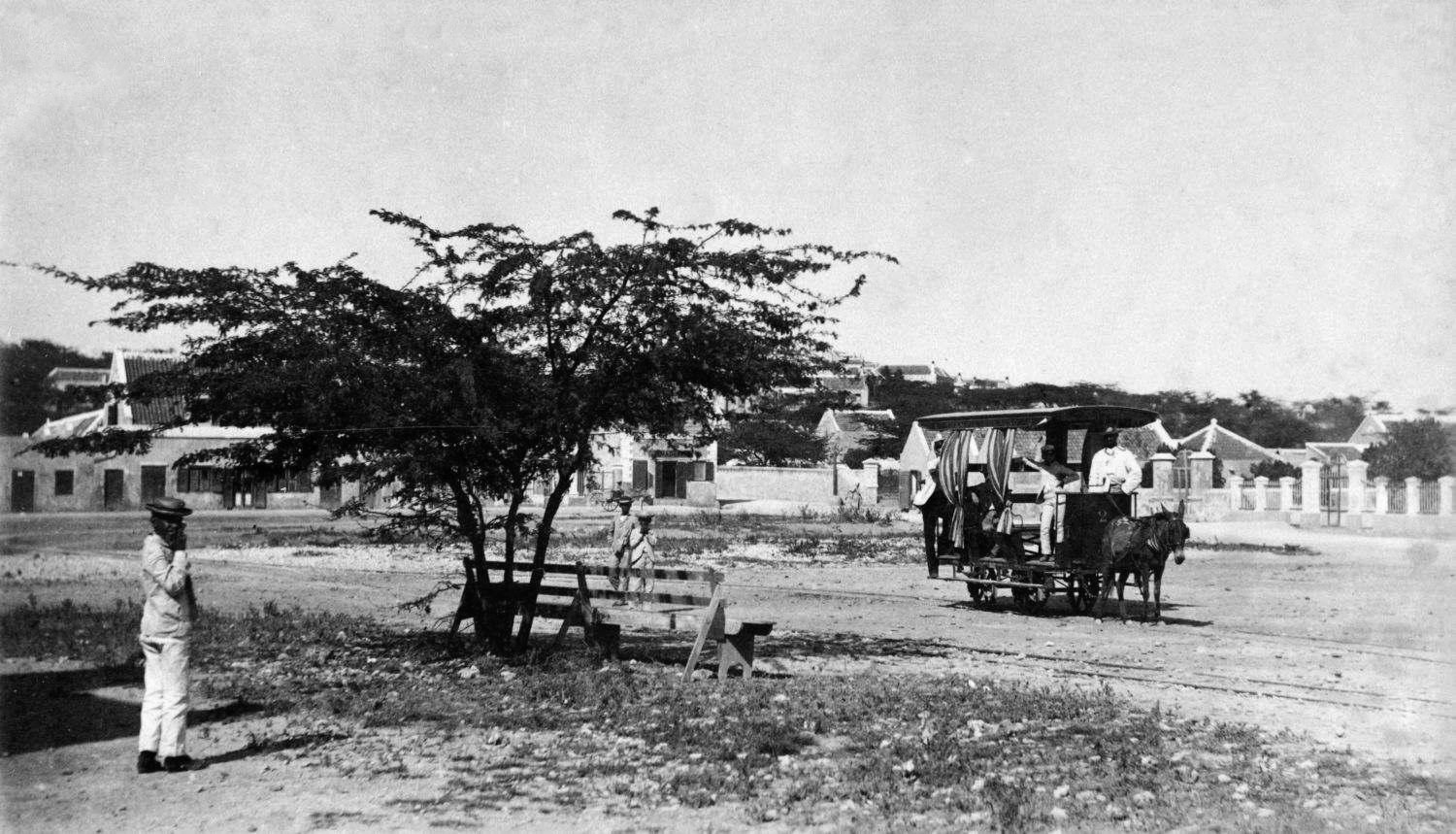
Halte van de eerste paardentram tussen de stadsdelen Scharloo en Pietermaai.

De tram van Curaçao is een voormalig trambedrijf in de hoofdstad van Curaçao, Willemstad.

## Eerste tramlijn
Op 20 april 1887 werd de eerste lijn op smalspoor of 762 mm (2 voet 6 inch) geopend om het Waaigat door de N.V. Curaçaose Tramway-Maatschappij (CTM). Vanaf Scharloo liep de lijn via Pietermaai naar Punda. Voor deze verbinding waren twee, later drie open wagens in gebruik. Voor de tractie werden muilezels gebruikt. In 1893 werd het trambedrijf overgenomen door Caspert Perret Gentil. Mogelijk was een van de voormalige paardentrams in 1975 nog aanwezig op de weg naar Sint Willibrordus.
Op 31 oktober 1911 heropende dezelfde tramlijn in Willemstad, met een nieuwe baan, nu op meterspoor en nieuw materieel. Er werden bij United Electric uit Preston twee benzine-motorrijtuigen besteld. Op 1 mei 1919 werd de tramlijn opgeheven.

## Tweede tramlijn
In 1895 werd bij beschikking van 16 mei 1895 aan Maximilien Monsante jr. voor 25 jaar een concessie verleend voor de exploitatie van een tweede tramlijn op Otrabanda (Overzijde). In juni 1896 ging deze lijn open; deze werd gereden door Juan J. Guzman. De spoorwijdte van deze tramlijn was 600 millimeter. Het is niet duidelijk waaruit het wagenpark bestond; mogelijk was dit slechts één open wagen. Al na een jaar werd de lijn weer opgeheven.